# 後堀溪
後堀溪，舊稱後堀仔溪，為臺灣南部的一條河川，屬曾文溪的支流，發源於嘉義縣大埔鄉標高1,186公尺的三腳南山東側，流經臺南市南化區、玉井區，於劉陳尾聚落西北側匯集大埔溪，始稱曾文溪。流路長51.4公里，流域面積161平方公里。
後堀溪中游建有南化水庫，大壩位址在南化區風櫃嘴東側。

## 水系主要河川
以下由下游至源頭列出水系主要河川，其中粗體字為主流河道：
- 後堀溪：台南市玉井區、南化區、嘉義縣大埔鄉
  - 坑內溝：
  - 鹽水坑溪：台南市南化區
  - 番子坑溪：台南市南化區
  - 竹坑溪：台南市南化區
  - 鳳梨坑溪：台南市南化區、嘉義縣大埔鄉